# نقاش عقوبة الإعدام في الولايات المتحدة
كان النقاش حول عقوبة الإعدام في الولايات المتحدة قائماً منذ الفترة الاستعمارية. اعتبارًا من مارس 2020، بقيت العقوبة قانونية في 28 ولاية، وفي الحكومة الفيدرالية وفي أنظمة العدالة الجنائية العسكرية. ألغت ولايات كولورادو ونيو هامبشاير وإلينوي وكونيكتيكت وماريلاند (من قبل الهيئة التشريعية وليس المحاكم) عقوبة الإعدام خلال العقد الماضي فقط.
تراقب مؤسسة غالوب الدعم لعقوبة الإعدام في الولايات المتحدة منذ عام 1937 من خلال طرح السؤال هل تؤيد عقوبة الإعدام لشخص مدان بارتكاب جريمة قتل؟ بلغت معارضة عقوبة الإعدام ذروتها في عام 1966، إذ عارضها 47% من الأمريكيين. وبالمقارنة، أيد 42% عقوبة الإعدام و11% لم يكن لديهم رأي حول ذلك. ازدادت شعبية عقوبة الإعدام خلال السبعينيات والثمانينيات، عندما ارتفعت نسبة الجريمة وقام السياسيون بحملات لمكافحة الجريمة والمخدرات؛ في عام 1994، كانت نسبة المعارضة أقل من 20%، أي أقل من أي عام آخر. منذ ذلك الحين، انخفض معدل الجريمة وتعززت الحركة المناهضة لعقوبة الإعدام مرة أخرى. في استطلاع في أكتوبر 2016، قال 60% من المستجيبين أنهم يؤيدون العقوبة وعارضها 37%.

## خلفية تاريخية

### الفترة الاستعمارية
جمع دعاة الإلغاء الدعم لمزاعمهم من كتابات فلاسفة التنوير الأوروبيين مثل مونتسكيو وفولتير (الذين أصبحوا مقتنعين بأن عقوبة الإعدام كانت قاسية وغير ضرورية) وبنثام. بالإضافة إلى العديد من الفلاسفة، عارض العديد من أعضاء الكويكرز والمينونايت وكنائس السلام الأخرى عقوبة الإعدام أيضًا. ربما كان المقال الأكثر تأثيراً في الحركة المناهضة لعقوبة الإعدام هو مقال سيزار بيكاريا في عام 1767 حول الجرائم والعقاب. عارض بيكاريا بشدة حق الدولة في إزهاق الأرواح وانتقد عقوبة الإعدام باعتبارها ذات تأثير رادع ضئيل للغاية. بعد الثورة الأمريكية، بذل الأمريكيون المؤثرون والمشهورون، مثل توماس جيفرسون وبنجامين راش وبنجامين فرانكلين جهودًا لإصلاح أو إلغاء عقوبة الإعدام في الولايات المتحدة. انضم الثلاثة إلى جمعية فيلادلفيا للتخفيف من بؤس السجون العامة، التي عارضت عقوبة الإعدام. بعد الحقبة الاستعمارية، صعدت الحركة المناهضة لعقوبة الإعدام وسقطت عبر التاريخ. في كتابه ضد عقوبة الإعدام: حركة مناهضة عقوبة الإعدام في أمريكا، يصف هربرت هينز أن وجود الحركة المناهضة لعقوبة الإعدام  كان قائمًا في أربعة عصور مختلفة.

### حقبة الإلغاء الأولى، من وسط إلى أواخر القرن التاسع عشر
بدأت الحركة المناهضة لعقوبة الإعدام تتسارع في ثلاثينيات القرن التاسع عشر ودعا العديد من الأمريكيين إلى إلغاء عقوبة الإعدام. ارتفعت المشاعر المناهضة لعقوبة الإعدام نتيجةً لعصر جاكسون، الذي أدان المشنقة ودعا إلى معاملة أفضل للأيتام والمجرمين والفقراء والمرضى العقليين. بالإضافة إلى ذلك، أخرج هذا العصر أيضًا العديد من الأفراد المستنيرين الذين كان يعتقد أن لديهم القدرة على إصلاح المنحرفين.
رغم دعوة البعض إلى الإلغاء الكامل لعقوبة الإعدام، كان التركيز الرئيسي على إلغاء عقوبة الشنق العلني. في البداية، عارض دعاة إلغاء عقوبة الإعدام الشنق العلني لأنهم يهددون النظام العام، ويسببون التعاطف مع المدانين، وكانوا سيئين على المجتمع ليراقبهم. ومع ذلك، بعد أن قيّدت دول متعددة عمليات الإعدام في السجون أو ساحات السجون، لم يعد بإمكان الحركة المناهضة لعقوبة الإعدام الاستفادة من التفاصيل المروعة للإعدام.
اكتسبت عقوبة الإعدام بعض النجاح بحلول نهاية خمسينيات القرن التاسع عشر إذ أقرت ميشيغان ورود آيلاند وويسكونسن قوانين الإلغاء. حقق دعاة إلغاء عقوبة الإعدام أيضًا بعض النجاح في حظر القوانين التي تفرض عقوبات الإعدام الإلزامية على القتلة المدانين. ومع ذلك، ألغيت بعض هذه القيود وتراجعت الحركة. أدى الصراع بين الشمال والجنوب في الفترة التي سبقت الحرب الأهلية الأمريكية والحرب المكسيكية الأمريكية إلى صرف الانتباه عن الحركة. بالإضافة إلى ذلك، كانت الجماعات المناهضة للشنق التي كانت مسؤولة عن الضغط من أجل تشريع الإلغاء ضعيفة. افتقرت المجموعات إلى قيادة قوية، لأن معظم الأعضاء شاركوا في الدفاع عن قضايا أخرى أيضًا، مثل إلغاء العبودية وإصلاح السجون. لم يكن لدى أعضاء مجموعات مكافحة المشنقة ما يكفي من الوقت أو الطاقة أو الموارد لاتخاذ أي خطوات جوهرية نحو الإلغاء. وهكذا، تراجعت الحركة وظلت كامنة حتى بعد فترة ما بعد الحرب الأهلية.